# 小早川秀秋
小早川秀秋（日语：／ Kobayakawa Hideaki，1582年—1602年12月1日）是日本戰國時代和安土桃山時代的大名，是木下家定的五男，曾經為豐臣秀吉和小早川隆景的養子。妻子是宍戶氏。其以關原之戰中陣前倒戈投向東軍，攻擊西軍的行為，而為人所知。

## 生涯
因為木下家定與豐臣秀吉有姻親關係（家定是秀吉的妻舅，家定之妹為高臺院，秀吉是秀秋的姑丈），在三歲的時候正式成為了豐臣秀吉的養子，後來正式命名為羽柴秀俊或羽柴秀詮。成為了小早川隆景的養子以後，改名為秀秋。在元服時所受的官位是「左衛門督」，唐名為「執金吾」，朝廷的官位為「中納言」，統稱「金吾中納言」。
在萬曆朝鮮之役中的慶長之役，明軍包圍蔚山城，與小西行長擔任支援行動。生涯的初次上陣，作為總大將的秀秋大肆殺戮，連女人和小孩也不放過；在戰鬥中，他手執長槍向敵人衝殺過去，最後成功生擒敵將。但是因為秀秋的屠殺行為，秀秋被豐臣秀吉以筑後國沒有領地為由而被召回，回來以後聽人說是石田三成向秀吉講了他的壞話，當他聽到此消息時大怒，於是就開始親近三成的政敵德川家康。後來減封於越前的北之庄城。不過在1599年，德川家康讓他回復舊領地。
然後秀秋又在伏見城包圍戰時於前線非常活躍，但石田三成認為秀秋的戰功僅僅只是追殺撤退中的敗軍，並且追殺敗軍的這種行為不是一名武士所該做出的事情（用追殺敗軍來突顯自己的勇敢，甚至還因此計算功勞，根本就是懦夫的行為；而身為主將去追殺敗軍，若是有詐，主將被擒或被殺害，戰局會立即反勝為敗），而不認同其功。對此秀秋開始懷恨在心，又再一次與石田三成不和。
關原之戰的時候秀秋本來想加入東軍，但在到達關原戰場以後、開戰的前一天，西軍其中一個將領、越前國敦賀城的城主大谷吉繼向秀秋承諾，表示如果他願加入西軍，而西軍勝利的話，大谷吉繼會在豐臣秀賴15歲以前讓秀秋得到關白一職，還有播磨與近江兩國合計共十萬石的領地。於是秀秋率領一萬五千名部隊在松尾山佈陣，不過當時秀秋已經成了東軍的內應；而開戰不久以後戰況卻對西軍有利起來：宇喜多秀家擊退了福島正則的部隊，而大谷吉繼則擊退了藤堂高虎的部隊。這個時候秀秋便為了是否還要不要倒戈至東軍而猶豫著。
戰況陷入不利的德川家康開始著急起來，派遣忍者送信給小早川秀秋，要求小早川秀秋趕快出兵襲擊東軍久攻不下的大谷吉繼，可是秀秋卻沒有任何的行動。德川家康忍不住怒氣，命令火砲隊向秀秋的部隊開火，秀秋感到驚慌，於是下令對大谷吉繼的陣地展開襲擊。雖然大谷吉繼早已預先估計到小早川秀秋會叛變，也已經做出防範，派出600人的隊伍埋伏在半路上阻止小早川秀秋的部隊，但是沒想到卻有其他的西軍將領也在這時投向了東軍；赤座直保、小川祐忠、朽木元綱和脇坂安治等4人見小早川秀秋背叛西軍，也立刻率軍倒戈攻擊大谷吉繼。最後大谷吉繼在遭到圍攻之下戰敗，自盡身亡；而佈陣在大谷吉繼左側的宇喜多秀家與小西行長也在大谷吉繼被殲滅之後士氣快速的敗壞，因此紛紛被擊潰，於是東軍在關原之戰中取得了勝利，起事的石田三成等人被捕獲並遭斬首。
後來秀秋參加掃蕩西軍殘餘部隊的戰鬥，在佐和山城的攻略戰立下了不少的戰功，被德川家康移封於宇喜多氏舊領地的備前和美作，合計共55萬石。
但是在戰後，由於眾人經常嘲諷他背叛西軍，對他的不義行為加以人身攻擊與指責，使他受挫而沉迷於酒色當中。不久，他的精神就開始不正常起來，總是對外聲稱他都會有看見大谷吉繼的鬼魂要來向他索命。最後在終日驚慌害怕、且沒有子嗣的繼承之下生病死去，小早川氏正式滅亡，是德川政權以來第一個因為沒有繼承人而被收回領地的大名。據記載，他曾經喜歡並追求同為男性的片倉重長。不過，在日本戰國時期，喜好男色的武將大名在所多有，並不足為奇。

## 死亡原因
關於秀秋的死因，至今還沒有一定的定論，普及的有以下幾種説法：
- 病死說-日本電視節目 偉人的健康診斷、TBS的日本!歷史鑑定中，節目引用當代醫生的診斷，發現小早川秀秋年紀輕輕就有黃疸的症狀，認為他自小開始沉迷酒色，不僅有酒精中毒的問題，甚至可能引發肝病變造成猝死。
- 被刺說
- 被害說-傳説秀秋是一個非常火爆的人，稍一不如意就會大發雷霆。故有一次喚小姓（近侍）傳膳時因爲過慢而大聲喝斥。小姓因受到喝斥而滑倒，飯菜散滿一地。盛怒的秀秋令小姓切腹謝罪並賜其佩劍，但小姓反而用劍殺死秀秋。雖然該小姓隨即被家臣殺死，但小早川氏（日语：小早川氏）卻因爲沒有繼承人而滅亡。
- 有关秀秋的身高：據靖国神社所藏的據說是小早川秀秋所用的甲冑（三锹形后立小星兜）推断身高在180公分左右。

## 主要家臣
- 稻葉正成
- 山口正弘
- 平岡賴勝
- 杉原重治
- 松野重元